# Бой под Островно
Бой под Островно — арьергардные бои 13 (25) — 15 (27) июля 1812 года отступающей 1-й русской армии Барклая-де-Толли с французской армией под Витебском с целью сдержать продвижение французского авангарда.
Трёхдневные бои часто именуются во французской истории как бои под Витебском.

## Предыстория
Русские армии Багратиона и Барклая-де-Толли с боями отступали, планируя соединиться в районе Витебска. Однако Даву отрезал Багратиону дорогу на Витебск, и Багратион принял решение двигаться на Смоленск. Не зная об этом и отступая из Полоцка, Барклай-де-Толли 23 июля (11 по ст. стилю) достиг Витебска и стал ожидать Багратиона. К Витебску также последовал Наполеон с главными силами. Барклай оказался перед выбором: либо отступать дальше на Смоленск, отдавая без боя российскую землю, либо оставаться на месте и по мере сил задержать продвижение французов, пока не подойдет Багратион. Барклай решил, по возможности не вступая в генеральное сражение, затягивать время частными боями, пользуясь лесистой и пересечённой местностью. Такому решению способствовала раздробленность сил Наполеона, корпуса которого шли разбросанным фронтом и испытывали большие трудности в снабжении.
1-я русская армия отдыхала в Витебске 2 дня, прежде чем французские разъезды, пропущенные казачьими заставами, довольно неожиданно были обнаружены в 3 км от города по дороге Бешенковичи—Витебск (вдоль левого берега Двины), в то время как арьергард армии ожидал появления неприятеля на другой стороне Двины. Чтобы перекрыть дорогу, командующий 1-й армией Барклай выслал по ней 4-й пехотный корпус графа Остермана-Толстого с несколькими полками кавалерии. По словам Ермолова: «Надобен был генерал, который дождался бы сил неприятельских и они бы его не устрашили».
Основная часть армии заняла оборонительную позицию под Витебском, на позиции за рекой Лучесой, впадающей в Двину в районе Витебска. В тылу русской армии оставались дороги на Поречье и Смоленск.

## Ход сражения

### 25 июля
Арьергард Остермана-Толстого в своём составе имел 4-й пехотный корпус, два гусарских полка, драгунскую бригаду и конно-артиллерийскую роту. Участники боя говорят примерно о 6 тысяч солдат в распоряжении Остермана. По другим сведениям, русский отряд составлял 9 тысяч солдат.

Карта арьергардных боёв под Витебском в 1812 году

Находившиеся в арьергарде лейб-гвардии Гусарский и Нежинский драгунский полки наткнулись на французский пикет, атаковали его и преследовали в сторону села Островно (примерно в 25 км на запад от Витебска), где, не доходя 8 км до Островно, столкнулись с основными силами французского авангарда под руководством Мюрата, состоящие из гусарской 1-й дивизии (генерал Брюйер) и 1-й кирасирской дивизии (генерал Сен-Жермен). Мюрат имел конную артиллерию, но не обладал пехотой.
Разгорелся встречный бой, который продолжался весь день. Французам поначалу сопутствовал успех, 8-й гусарский полк разбил 2 эскадрона русских лейб-гусар и захватил в лесу 6 орудий конной артиллерии, следовавшей в упряжках за гусарами. Чтобы остановить успех французов, Остерман ввёл в бой второй гусарский полк и выстроил войска, перекрывая дорогу на Витебск. Левый фланг авангарда упирался в болотистый лес, правый фланг прикрывался Двиной. Русская артиллерия простреливала дорогу, нанося большие потери сгрудившейся вдоль неё вражеской коннице.
Из-за тесноты позиции и отсутствия пехоты Мюрат не мог полностью реализовать численное превосходство, поэтому ему пришлось проделать серию ожесточённых фронтальных атак. Атаки производились кавалерией по дороге, где 2 батальона русской пехоты были построены по обеим сторонам дороги в каре, что делало пехоту уязвимой для действия французской артиллерии. Войска стойко отражали атаки, неся при этом ощутимые потери. С. Н. Глинка в «Записках о 1812 годе» пишет:

"Яростно гремела неприятельская артиллерия и вырывала целые ряды храбрых полков русских. Трудно было перевозить наши пушки, заряды расстрелялись, они смолкли. Спрашивают графа: «Что делать?» «Ничего, — отвечает он, — стоять и умирать!»"

Участники боя вспоминают крылатую фразу, ставшую позднее символом стойкости русского солдата, по другому. Подпоручик артиллерии Г. П. Мешетич передает её так:

«В сие время выведен был один батальон пехоты из кустов, множество неприятельских орудий устремилось на него ядрами, целые ряды жестоко вырывались из фронта; когда было доложено графу Остерману-Толстому о напрасной убыли и потере людей, он, под березой стоя, нюхая табак, сказал: „Стоять и умирать“.»

Солдаты Остермана атаковали французов прямо через лес, и в лесу же отбивали контратаки. Французы не могли прорвать конницей строй пехоты, русские атаки сдерживались артиллерией французов. Когда к Мюрату подошла 13-я пех. дивизия Дельзона из корпуса Богарне, он пустил её через лес в обход левого фланга русских. Остерман отошёл к Витебску на новую позицию. Ночь принесла передышку 4-му корпусу русских.

### 26 июля
На смену 4-му корпусу Остермана были посланы 3-я пехотная дивизия Коновницына и кирасирская дивизия из кавалерийского корпуса Уварова. Они заняли позицию за оврагом у деревни Куковачино. Остерман ночью занял позицию позади Коновницына как его резерв, усиленный кирасирской дивизией, так и не вступившей в дело из-за сильно пересечённой местности.
К Мюрату подошёл корпус Евгения Богарнэ. С утра 26 июля бой на узкой дороге в лесу возобновился. В то время как Мюрат нацелился атаковать левый фланг русских, русские удачно атаковали левый фланг французов, где рассеяли батальон хорватов и 84-й полк. Левый фланг французов дрогнул и обратился в бегство. Мюрат повёл за собой польских улан, одновременно другие французские генералы сумели остановить бегство солдат и вернуть их в бой.
Позиции левого фланга были восстановлены, русские отошли в лес. На правом фланге продвижение французов сдерживал сильный артиллерийский огонь и овраги, стеснявшие французскую кавалерию. Барклай прислал на усиление арьергарда генерал-лейтенанта Тучкова 1-го с гренадерскою дивизией, к нему же перешло командование. Как признаёт французский офицер: «Многочисленные стрелки [русских] заставляли дорого оплачивать почву, которую мы у них отвоёвывали.»
К французским корпусам примерно в 2 часа дня явился лично Наполеон, взяв командование на себя. Он повёл дело так, что примерно к 3 часам дня французы опрокинули русских, и отход едва не обратился в бегство из-за беспорядка в командовании.

Из записок генерала Ермолова, начальника штаба 1-й армии:

Ни храбрость войск, ни самого генерала Коновницына бесстрашие не могли удержать их [французов]. Опрокинутые стрелки наши быстро отходили толпами. Генерал Коновницын, негодуя, что команду над войсками принял генерал Тучков, не заботился о восстановлении порядка, последний не внимал важности обстоятельств и потребной деятельности не оказывал. Я сделал им представление о необходимости вывести войска из замешательства и обратить к устройству.

К вечеру французы приблизились к Витебску, но утомленные боем остановились для передышки и разведки, выйдя с лесной дороги на оперативный простор.

### 27 июля

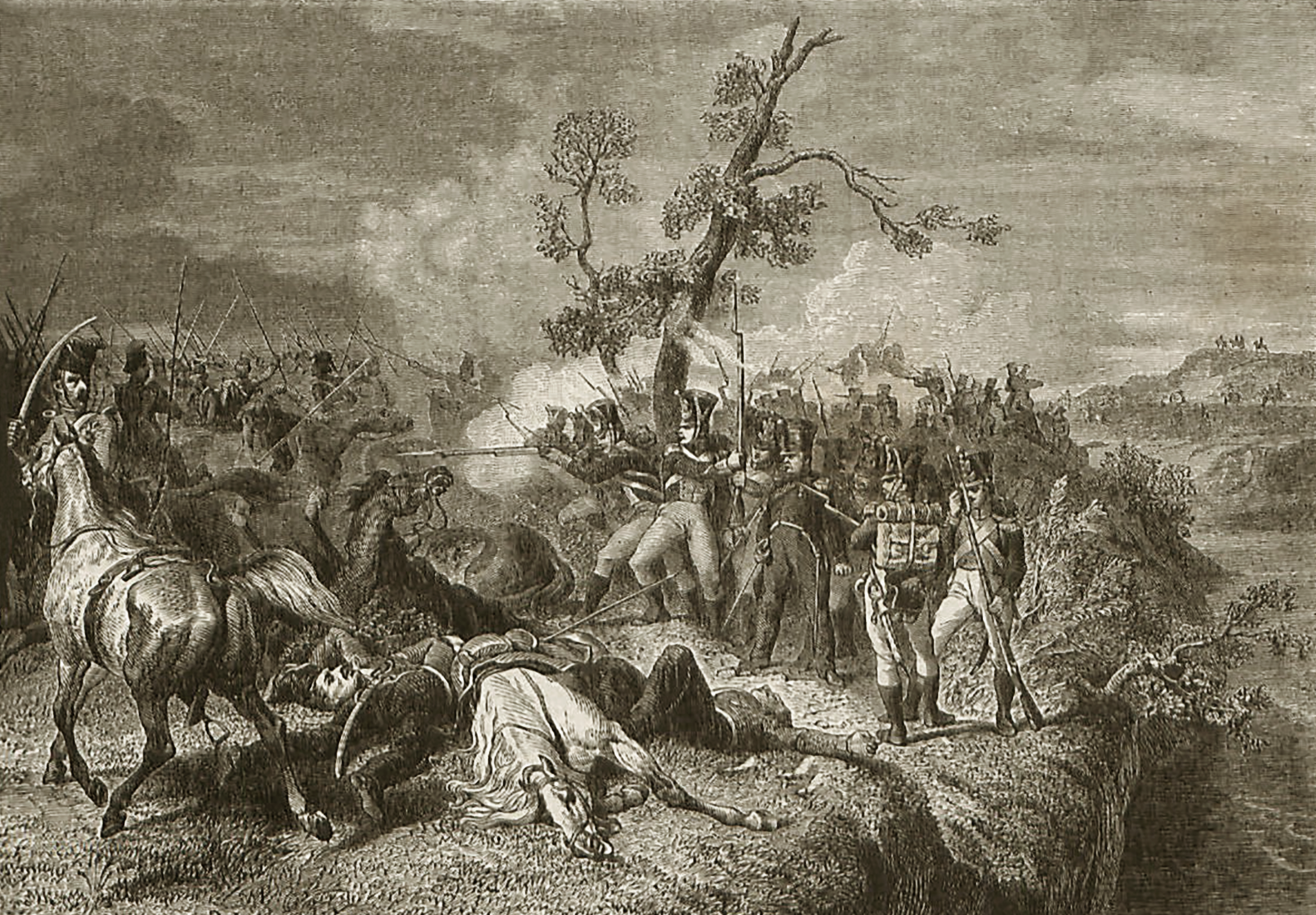
Пехота отбивает атаку кавалерии в бою под Витебском. Видимо имеется в виду эпизод 27 июля, когда окружённая группа французских стрелков отбивалась от русских улан. Рисунок XIX в.

Узнав об отходе полков, Барклай стянул все войска под Витебском в единое место и разрушил сообщение с правым берегом Двины. В его намерении было дать сражение французам, задержать их продвижение и соединиться со 2-й армией Багратиона. 1-я армия заняла позиции за рекой Лучесой, упираясь правым флангом в Двину и закрываясь лесом на левом фланге. Однако ранним утром 27 июля в лагерь Барклая примчался курьер от Багратиона с извещением, что тот двигается к Смоленску. К тому же пленные известили русских о появлении Наполеона, а это означало 150 тыс. французов против 75 тыс. русских. В ночь с 26 на 27 июля русская армия переменила позицию, перейдя с берегов Лучесы на дорогу на Бабиновичи, то есть готовилась к отходу, хотя продолжала создавать впечатление подготовки к генеральному сражению.
27 июля арьергард возглавил граф Пален со свежими войсками: 3-4 тысячи пехоты, 4 тысячи конницы и 40 орудий. Пален занял позицию в 8 километрах от Витебска за деревней Добрейка, имея в тылу реку Лучесу. Арьергард Палена сражался с 5 часов утра и до 3 часов дня, после чего отступил за Лучесу, где незадолго до того находились позиции 1-й армии Барклая. Клаузевиц, лично присутствовавший в штабе Палена, приписывает вялый натиск французов на слабый русский заслон стремлению Наполеона основательно подготовиться к генеральному сражению, намеченному императором на следующий день. По воспоминаниям графа Сегюра Наполеон даже приказал в 11 часов утра прекратить атаки на Палена, чтобы иметь возможность проинспектировать поле предстоящего сражения, а также подтянуть отставшие корпуса.
Наполеон обратился к Мюрату: «Завтра в 5 утра солнце Аустерлица!» Французы накануне с высот наблюдали развёрнутую русскую армию на берегах Лучесы. После перемены позиции они, согласно свидетельству генерала Ермолова, не имели возможность видеть основную армию, но продолжали верить в намерение русских отстаивать Витебск.
Но в 1 час дня 27 июля 1-я армия Барклая бесшумно двинулась тремя колоннами в Смоленск, о чём французы не догадывались. Лесистая местность и заслон Палена скрыли отход русской армии, о котором Наполеон узнал только утром 28 июля.

## После битвы
Французы не могли понять, куда ушла русская армия. Преследовать её они тоже не могли. Генерал Бельяр на вопрос Наполеона о состоянии кавалерии ответил просто: «Еще 6 дней марша, и кавалерия исчезнет». После совещания с военачальниками Наполеон решил остановить дальнейшее продвижение в Россию.
Вернувшись 28 июля в штаб-квартиру в Витебске, Наполеон бросил свою саблю на карту со словами:

«Здесь я остановлюсь! Здесь я должен осмотреться, дать отдых армии и организовать Польшу. Кампания 1812 года закончена, кампания 1813 года завершит остальное.»

Русские армии, соединившись в Смоленске 3 августа, скоро заставили Наполеона изменить планы.

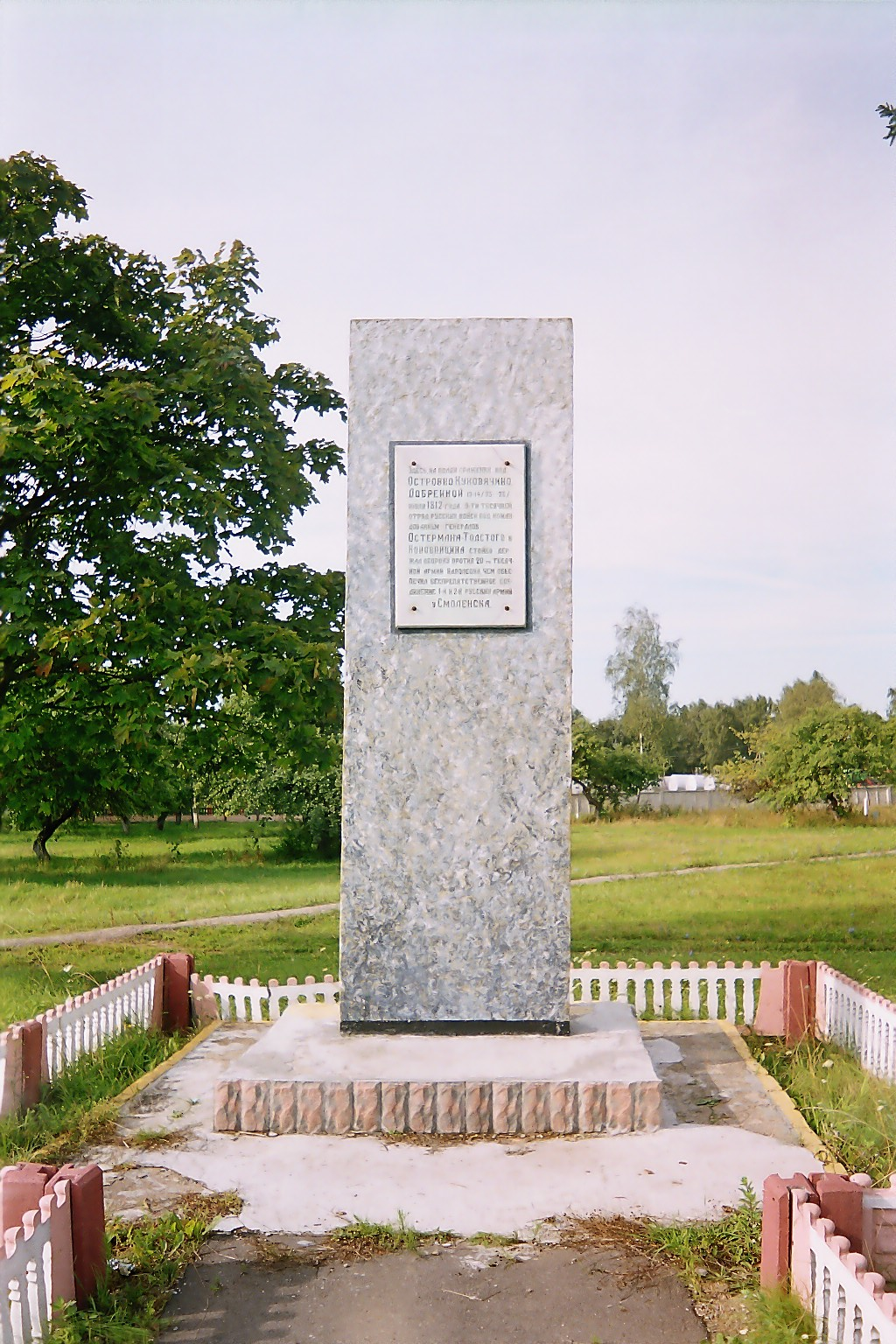
Обелиск у деревни Островно в память победы над армией Наполеона.

В трехдневном сражении под Витебском с русской стороны был убит генерал-майор Окулов и командир 11-й артиллерийской бригады подполковник А.Ф. Котляров. Командир 5-й конно-артиллерийской роты подполковник Д.Ф. Кандыба был ранен под Островно картечью. Всего из строя выбыло около 3764 человек, из них убито 827.
Французские потери оценивают как равные русским (3704, из них 300 пленных), был убит дивизионный генерал Руссель.
Память об этом сражении увековечена в обелиске, установленном в 1962 году у деревни Островно (Бешенковичский район). Надпись на нём гласит:
Здесь, на полях сражений под

Островно, Куковячино,

Добрейкой 13-14/25-26/

июля 1812 года 9-тысячный

отряд русских войск под коман-

дованием генералов

Остермана-Толстого и

Коновницына стойко дер-

жал оборону против 20-тысяч-

ной армии Наполеона, чем обес-

печил беспрепятственное сое-

динение 1-й и 2-й русских армий

у Смоленска